# Салихов, Мурат
Мурат Салихов (кирг. Мурат Салихов; 1905, Рават, Ферганская область — 5 ноября 1938, Чон-Таш, Ворошиловский район) — киргизский советский политический деятель, председатель Совета Народных Комиссаров Киргизской ССР.

## Биография
Родился в 1905 году в селе Рават Ошского уезда (ныне — в Мархаматском районе Андижанской области) в семье крестьянина-бедняка. В 1916—1918 годах пастух у бая в Сулюктинском районе. С 1919 года член КСМ. В 1919—1922 годах учился в Кокандском педтехникуме, но курс не закончил. Окончил Киргизский педтехникум, по другим данным — c 1921 по 1925 году учился в Педагогическом институте просвещения в Ташкенте.
В 1925—1927 годах заведующий Ошским окружным отделом народного образования. С 1927 член ВКП(б), заведующий Агитационно-пропагандистским отделом Ошского кантонного комитета ВКП(б), член президиума окрисполкома и бюро окружкома партии. В 1931 году председатель Узгенского райисполкома, позднее в тот же год председатель Ошского окружного исполкома (); В 1931—1933, 1934 годах слушатель Ташкентского института марксизма-ленинизма, окончил 2 курса.
Какое-то время работал председателем Исполнительного комитета Ошского окружного Совета, 1-м секретарём районного комитета ВКП(б) (Киргизская АССР) и заместителем народного комиссара просвещения Киргизской АССР, но сроки службы на этих должностях точно не определены.
- ? — 1931 начальник Политического отдела конесовхоза
- 1934 — апрель 1937 — 1-й секретарь Ошского районного комитета ВКП(б) (Киргизская АССР)
- 4 апреля 1937 — ? — заведующий Сельскохозяйственным отделом Киргизского областного комитета ВКП(б) — ЦК КП(б) Киргизии
- июнь 1937 — член ЦК КП(б) Киргизии, член Бюро ЦК КП(б) Киргизии
- ? — сентябрь 1937 — 3-й секретарь ЦК КП(б) Киргизии
- 27 сентября 1937 — 15 февраля 1938 — председатель СНК Киргизской ССР
- 15 февраля[3] — 8 мая 1938[4] и. о. председателя ЦИК Киргизской ССР

Арестован в 1938. В расстрельном списке от 12 сентября 1938 «по первой категории». Расстрелян около села Таш-Дебе Киргизской ССР. Похоронен в комплексе Ата-Бейит.

### Семья
- Жена — Ажар (?—1945), училась в ВКСХШ, после ареста мужа сменила фамилию и уехала в Узбекистан;
  - сын — Куват
  - дочь — Атыргуль.